# 成宾铁路
成宾铁路是中国黑龙江省哈尔滨市境内的一条铁路，建于2010年，全长28公里，设2站，西起香坊区成高子镇的成高子站，接滨绥铁路；东至宾县宾西镇的宾西站。